# Weselberg
Weselberg település Németországban, Rajna-vidék-Pfalz tartományban. Lakosainak száma 1323 fő (2023. december 31.).

## Népesség
A település népességének változása:
| Lakosok száma | 1384 | 1284 | 1311 | 1323 | 1320 | 1323 |
|               | 1975 | 2017 | 2019 | 2021 | 2022 | 2023 |